# Margaret Matilda White

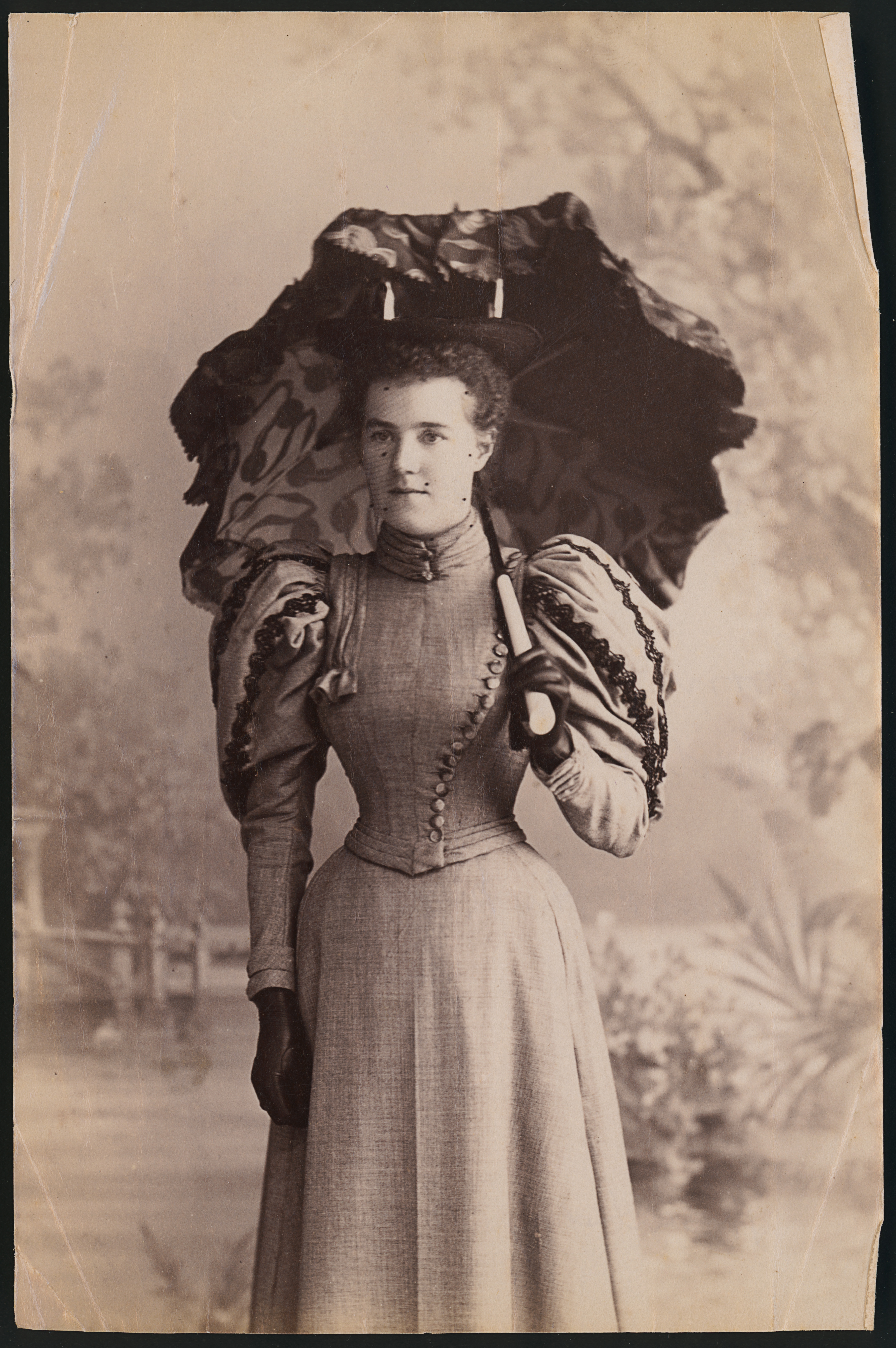
Studioporträt vor einer gemalten Gartenkulisse von Margaret Matilda White in einem Kleid mit Gigot-Ärmeln, Lederhandschuhen und einem Sonnenschirm in der Hand

 Margaret Matilda White (* 9. Januar 1868 in Belfast, Irland; † 6. Juli 1910 in Waihi, Neuseeland) war eine neuseeländische Fotografin und Krankenschwester. Sie war vermutlich die erste Fotografin, die in den letzten Jahren der 1890er Jahre ein Fotoatelier in Newton gründete.

## Leben und Werk
White war die Tochter des in Irland geborenen Kaufmanns John White und seiner Ehefrau Mary Jane. Ihr Vater starb 1869 und ihre Mutter heiratete 1876 in Irland Alexander Orr Polley, mit dem sie zwei weitere Kinder bekam. Sie wanderte 1886 mit ihrer Familie auf der Ionic nach Neuseeland aus.
Dort arbeitete sie als Freiwillige als Krankenschwester in der Psychiatrie in verschiedenen Krankenhäusern, darunter im Auckland Mental Hospital. Sie begann zu fotografieren und erlangte 1890 als Teilzeitlehrling bei dem Fotografen John Robert Hanna gute Kenntnisse in der Technik und Chemie der Fotografie. Sie eröffnete ein eigenes Fotoatelier zu der Zeit, als Frauen von der Mitgliedschaft in der Auckland Photographin Society ausgeschlossen waren.
Im Jahr 1900 heiratete sie Albert Reed, nachdem ihr Studio und ihre berufliche Karriere als Fotografin nicht nach ihren Vorstellungen verlaufen waren. Nach der Hochzeit zog sie mit ihrem Ehemann nach Mackaytown in der Karangahake Gorge, wo ihr Mann als Bergmann arbeitete.  Dort gab es zu der Zeit drei großen Minen und Mackaytown und Karangahake waren Bergbausiedlungen mit Geschäften, Hotels und Kirchen. In der Gegend gab es viele Amateurfotografen und auch White fand eine Gegend mit vielen Möglichkeiten für Fotoaufnahmen vor, wie die Bergbauminen.
White starb 1910 im Alter von 42 Jahren an Tetanus.
White ist vor allem für ihre Fotografien des Auckland Mental Hospital bekannt. Sie fotografierte die Gebäude und machte Bilder von Krankenschwestern und Pflegern. Sie hinterließ Hunderte von Bildern, darunter auch Fotos von Piha aus den 1890er Jahren.
Das Auckland War Memorial Museum verfügt über eine Sammlung ihrer Glasplatten, die 1965 von ihrem Sohn Albert Sherlock Reed gestiftet wurden.